# Uma vida com propósitos
Uma vida com propósitos (em inglês:  The Purpose Driven Life) é um livro de estudo bíblico escrito pelo pastor Rick Warren, publicado originalmente em inglês em 2002 (e em português, em 2003), que explica os cinco propósitos de Deus para a vida humana na Terra.

## Resumo
O livro é apresentado como uma jornada espiritual pessoal de 40 dias em 40 capítulos.  As cinco seções principais do livro são adoração, Igreja, discipulado,  ministério e da  Mission. Eles representam cinco propósitos de Deus para a vida humana na Terra de acordo com ele.

## Recepção
O livro foi um best-seller assim que foi publicado.  Em 2019, 32 milhões de cópias foram vendidas em mais de 85 idiomas.

## Influências
Em 2005, depois de ler o livro, o presidente de Ruanda, Paul Kagame, convidou Warren para desenvolver o P.E.A.C.E. Plan no país. 
Em 2009, a cantora Carrie Underwood se inspirou no livro para escrever a música Temporary Home. 
O livro ocupa um lugar importante no filme Captive de 2015. Este filme da vida real é sobre a tomada de reféns de Ashley Smith, uma jovem mãe solteira de Atlanta, por Brian Nichols.  Durante seu cativeiro, a jovem mulher consegue criar um vínculo com seu raptor lendo passagens do livro. 